# Cantón Sígsig
Sígsig es un cantón de la provincia de Azuay, ubicado al sureste de la provincia a unos 60 km de su capital, Cuenca, con una población de 26.910 habitantes. Es parte del nudo vial Sígsig-Matanga, que comunica a Azuay con Gualaquiza. Sus actividades principales son la agricultura y la artesanía, y en su territorio se encuentra el complejo arqueológico Chobshi, que guarda testimonios prehistóricos y de la cultura cañari.

## Historia
Su denominación cañari no tiene relación con la planta conocida como cortadera o sigsal, ni se refiere a Ticci nombre del hijo de Viracocha de los incas. Su significado etimológico es "principio de un pueblo".[cita requerida]
Sígsig es una región que posee recursos naturales, arqueológicos, arquitectónicos, artísticos. Ruinas como las de Chobshi, Cueva Negra y Shabalula son portadoras de mensaje del pasado. Un conjunto urbano con sus templos, plazas, casonas de muros encalados, gruesas paredes y tumbados decorados, viejas construcciones rodeada de balcones patios y traspatios que acentúan su personalidad y atractivo, convirtiéndole en un centro histórico por una estructura física proveniente del pasado.[cita requerida]

## Geografía
Limita al norte con los cantones de Chordeleg y Gualaceo, al sur con la parroquia de Chigüinda, cantón Gualaquiza de la provincia de Morona Santiago, al este con Limón Indanza de la misma provincia y al oeste con la ciudad de Cuenca. Tiene una altitud media de 2 498 m s. n. m. y una extensión de 648 km². La temperatura promedio es de 15 °C.

## División política
Se divide en siete parroquias. Las parroquias son:

### Parroquia urbana
- Sígsig (cabecera cantonal)

### Parroquias rurales
- Cuchil
- Güel
- Jima
- Ludo
- San Bartolomé
- San José de Raranga

## Tradiciones
Sigsig es reconocido por su producción artesanal de sombreros de paja toquilla, posee desde 2009 el récord Guinness al sombrero más grande del mundo, con medidas de 3 m (plantilla), 2 m (copa) y 2.5 m (ala), adornado con cintas en los colores del cantón (amarillo, rojo y verde).
El cantón también produce cerámica, textiles, conservas, artículos de madera, instrumentos musicales (guitarras, bandolas, charangos) y derivados lácteos.

## Religión
El centro cantonal cuenta con dos iglesias católicas, la Iglesia Matriz frente al Parque Central y la Iglesia de las Salesianas.

## Galería de imágenes

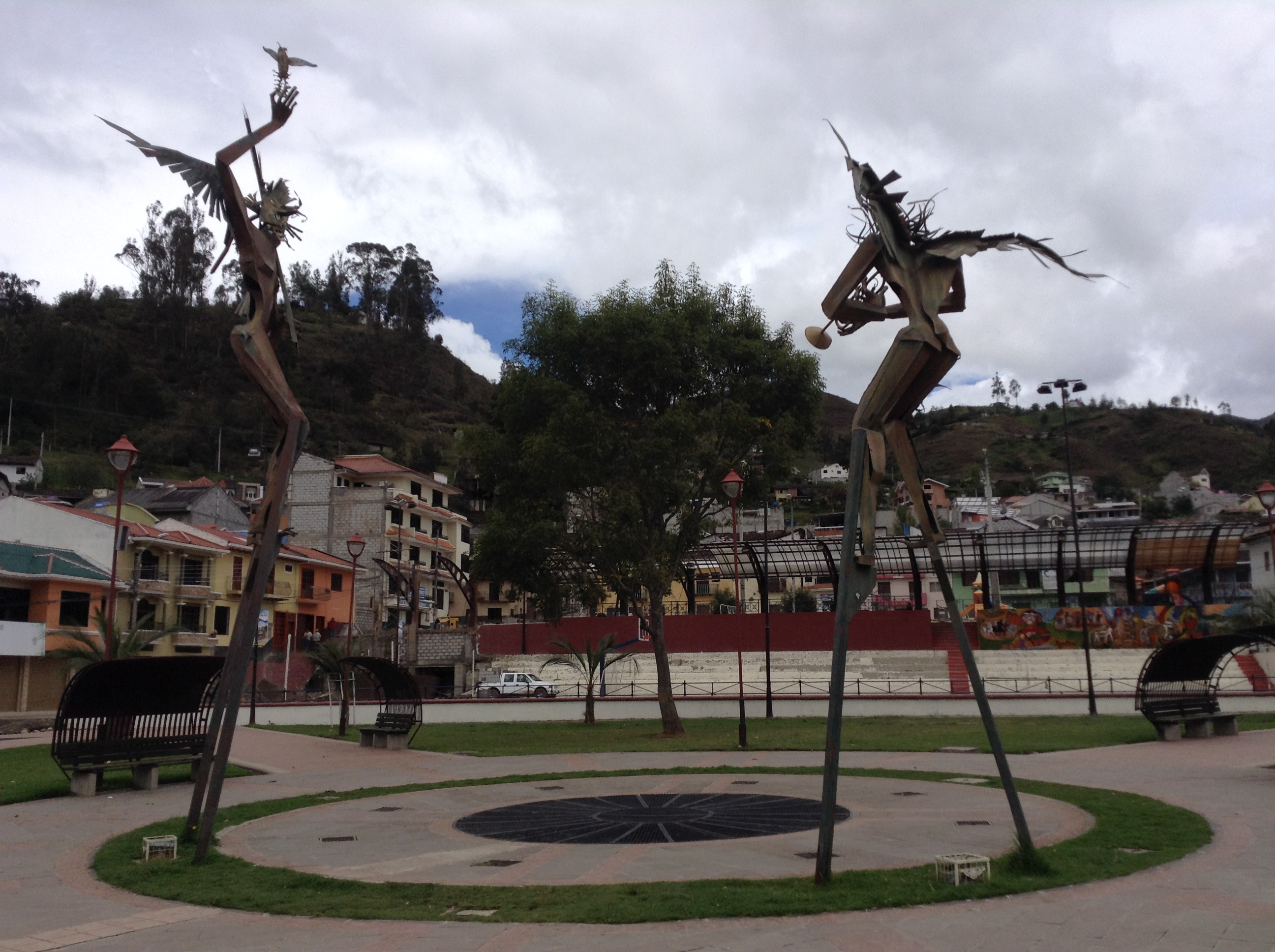
Monumento a los Zanqueros de Tudul realizado por el escultor Miguel Illescas.
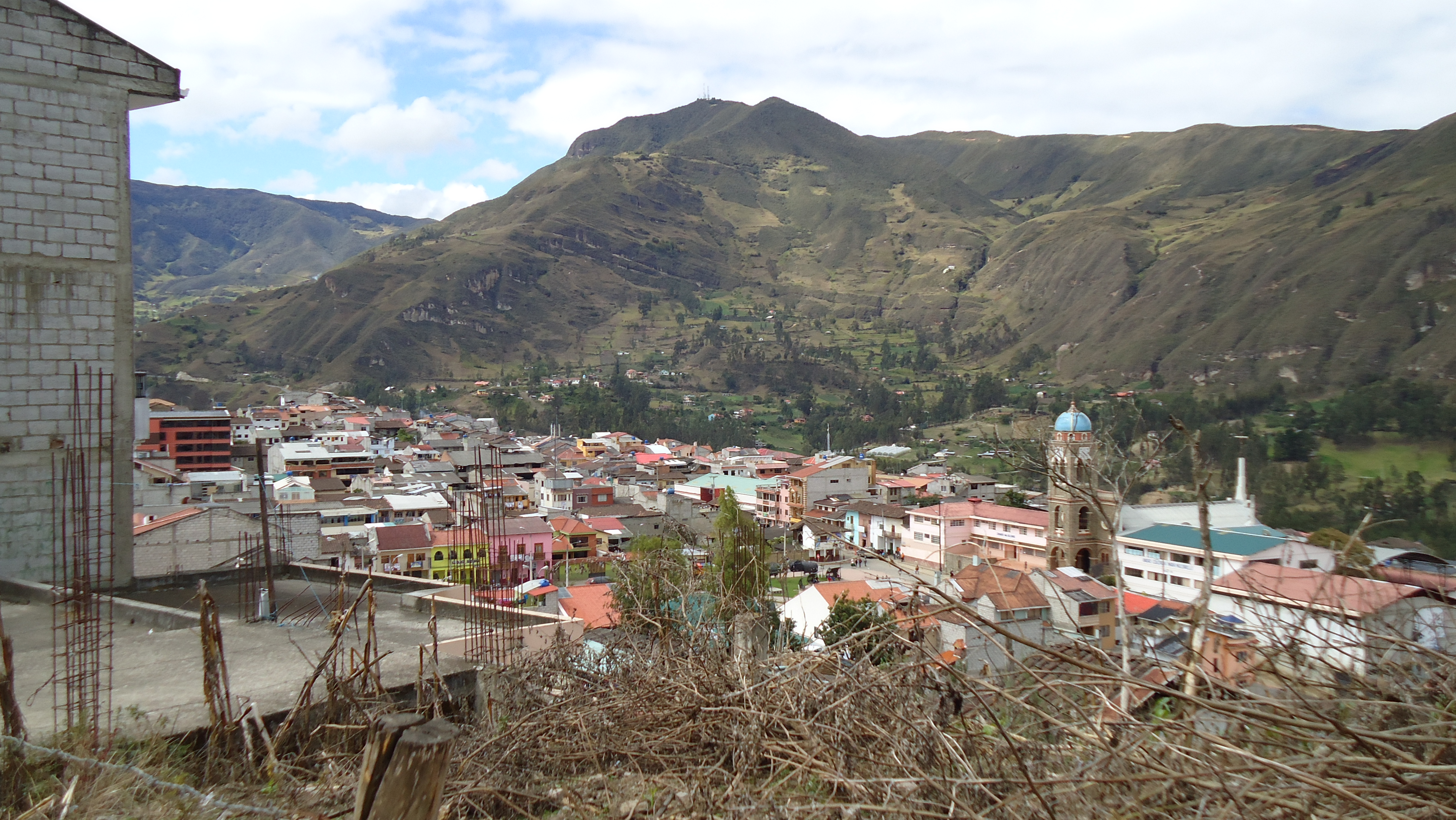
Vista de un sector del centro cantonal de Sígsig.
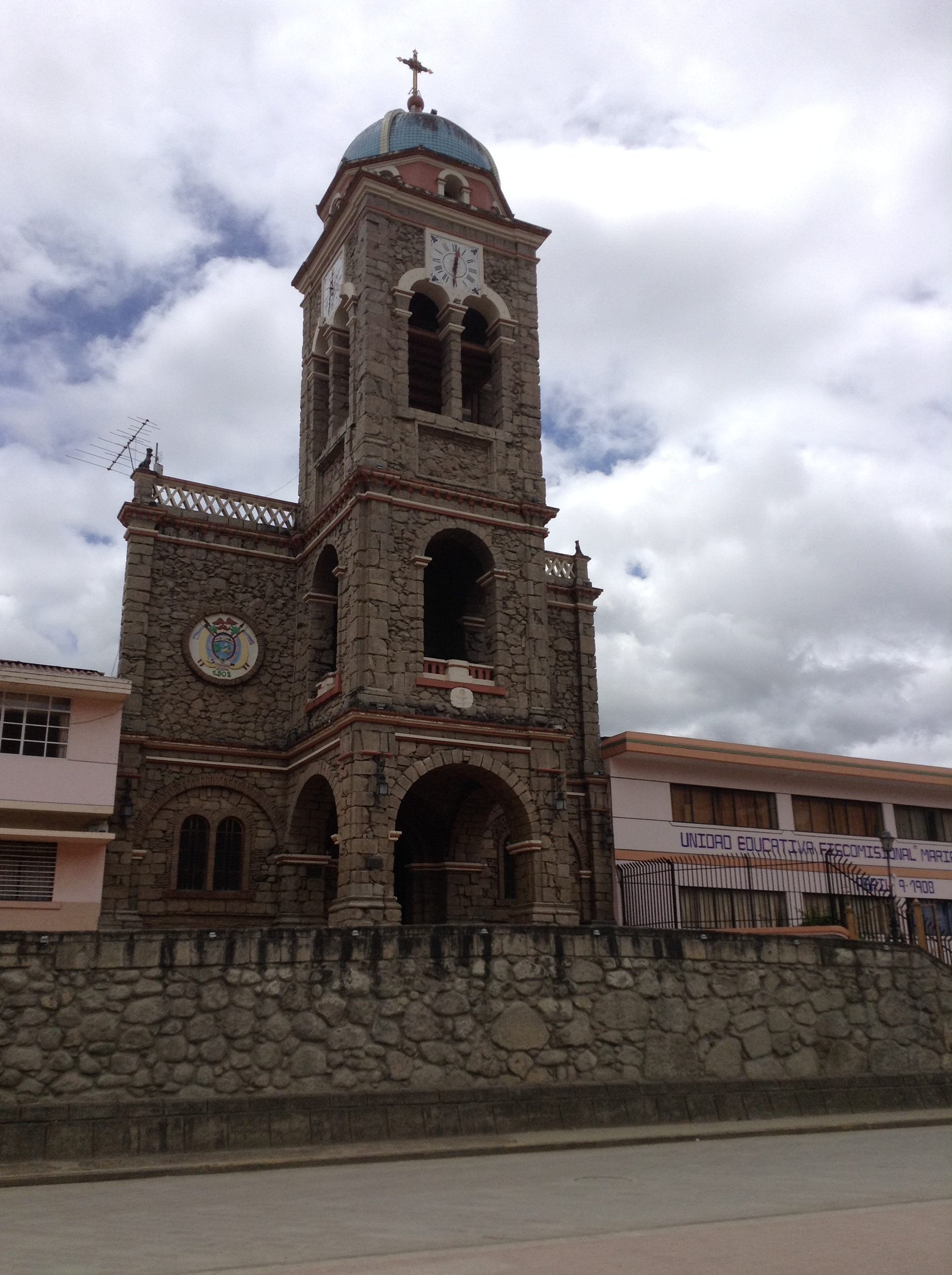
Iglesia Salesiana de Sígsig.
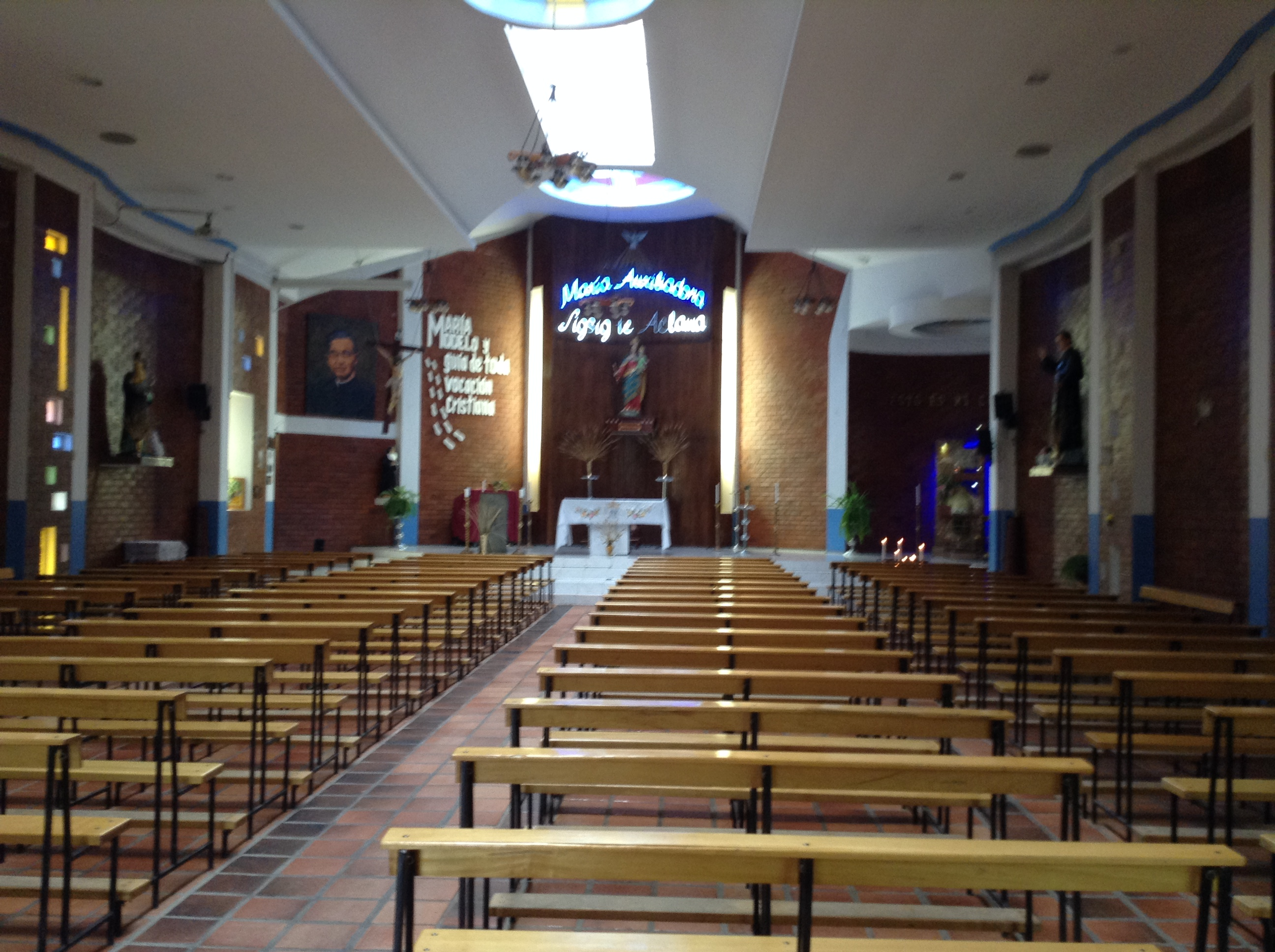
Altar de la Iglesia Salesiana en Sígsig dedicado a Maria Auxiliadora.
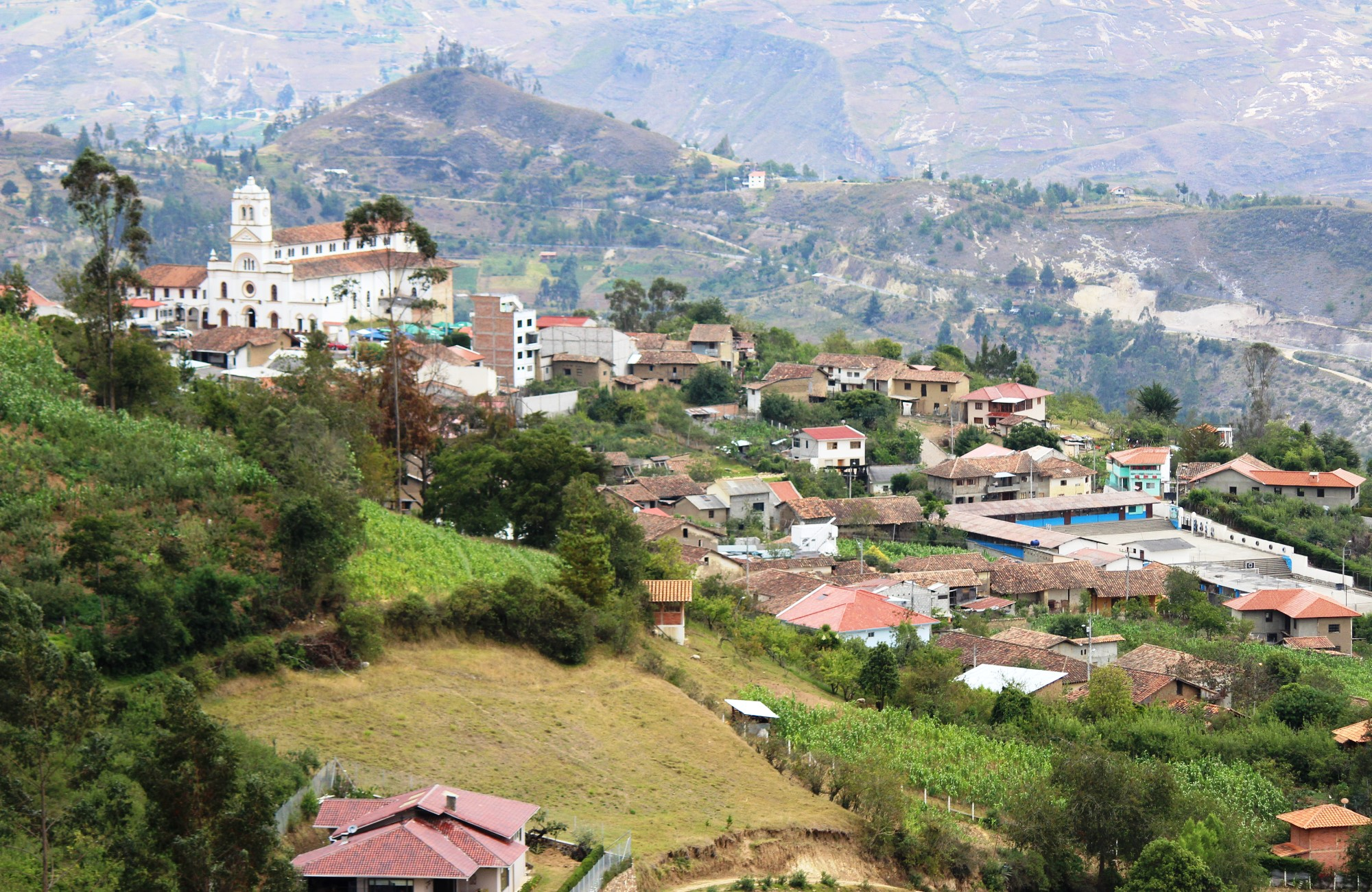
Parroquia rural San Bartolomé.
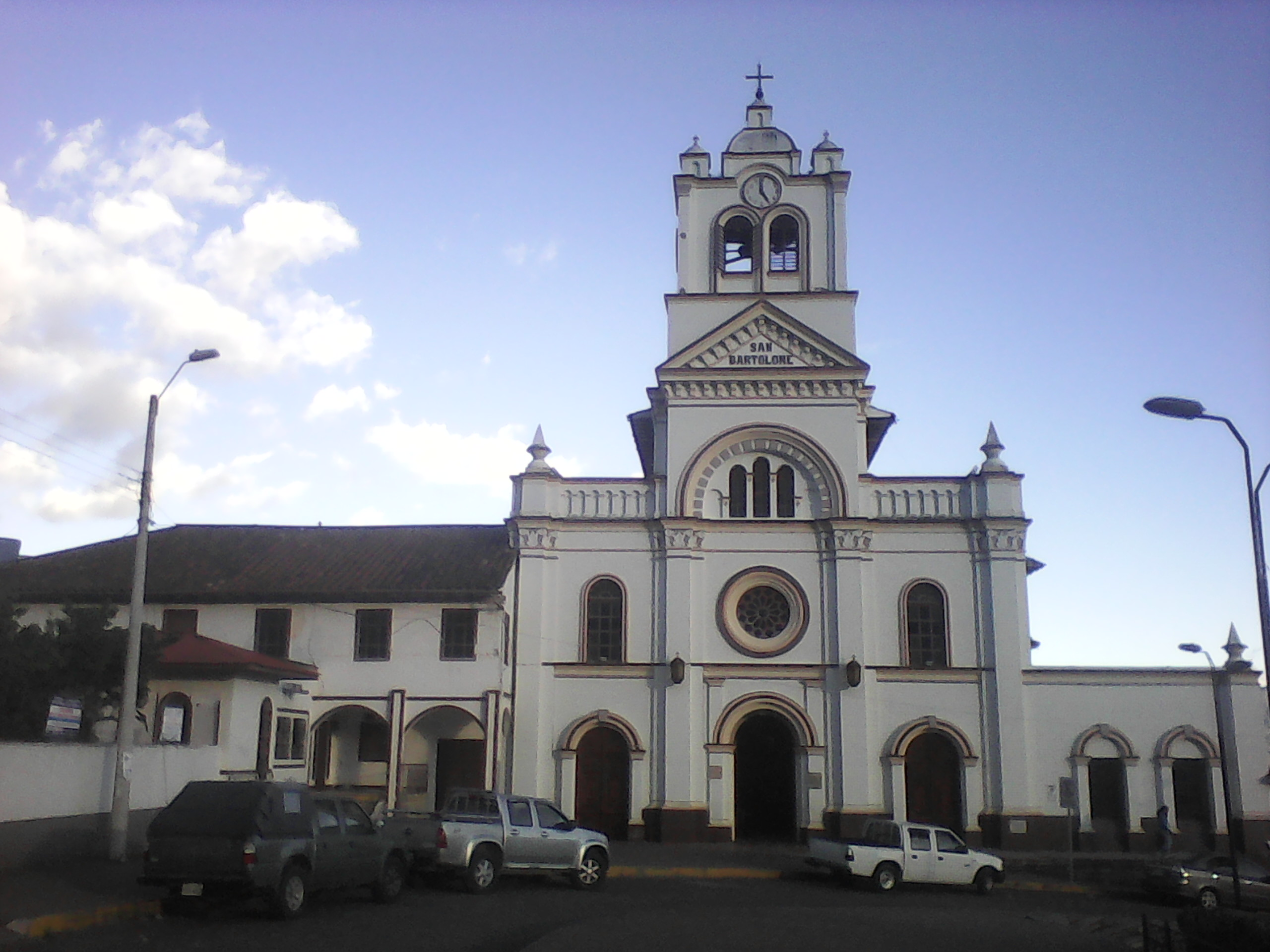
Iglesia matriz de San Bartolomé.
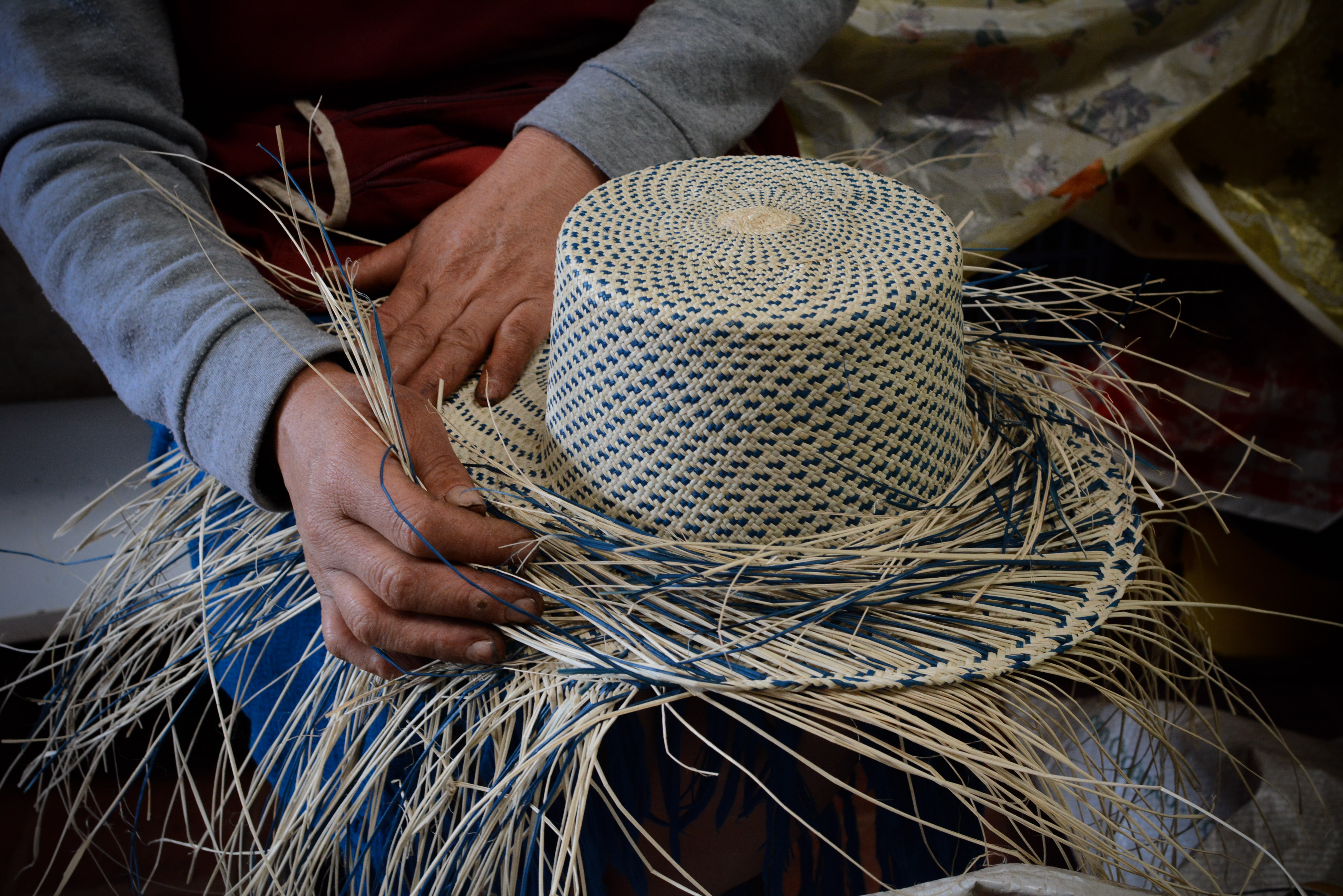
Tejido de sombreros de paja toquilla en Sígsig.
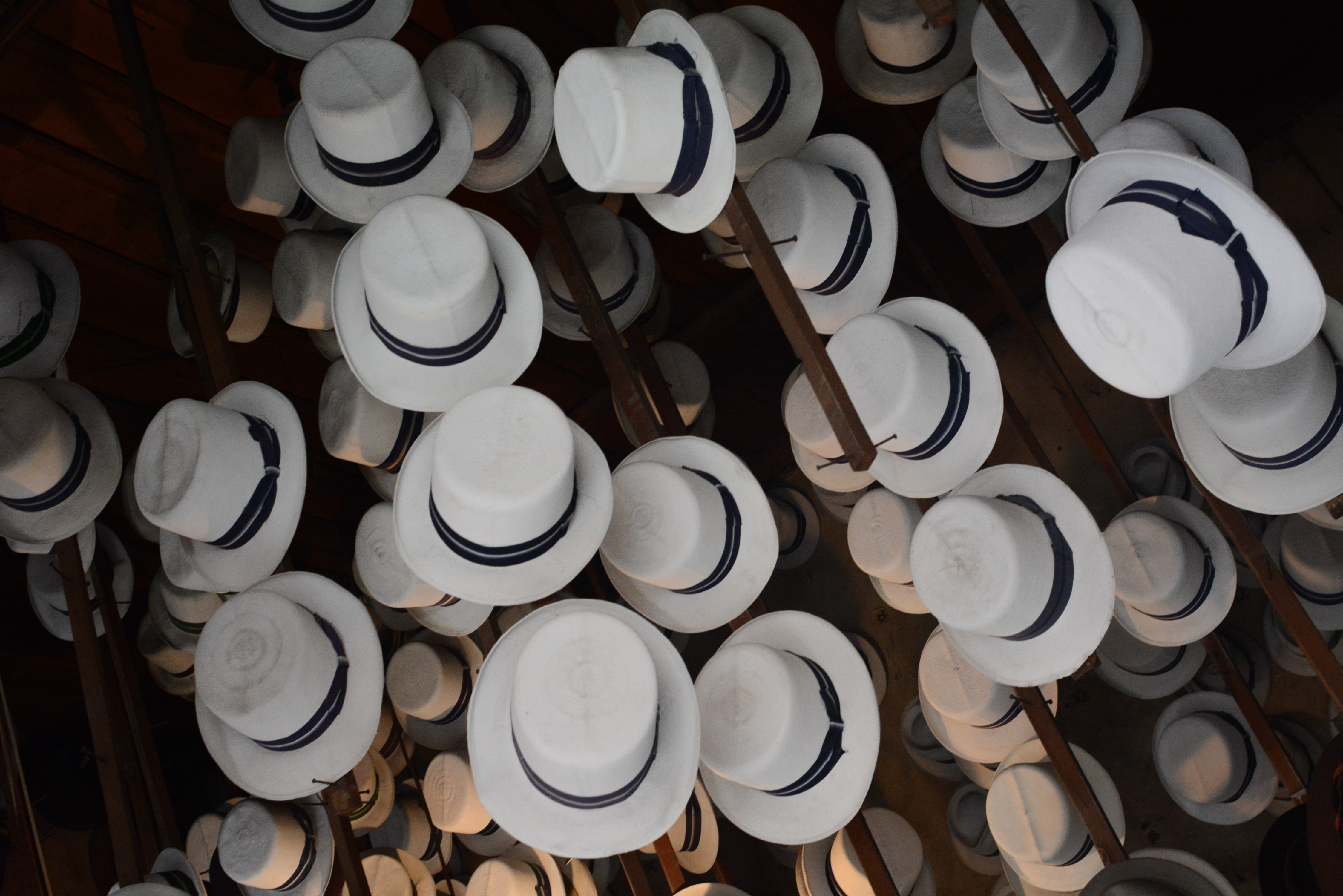
Sombreros de paja toquilla confeccionados en Sígsig.